# Thomas Barlow (1er baronnet)
Pour les articles homonymes, voir Barlow.
Thomas Barlow (4 novembre 1845 - 12 janvier 1945) est un médecin royal britannique, connu pour ses recherches sur le scorbut infantile.

## Biographie

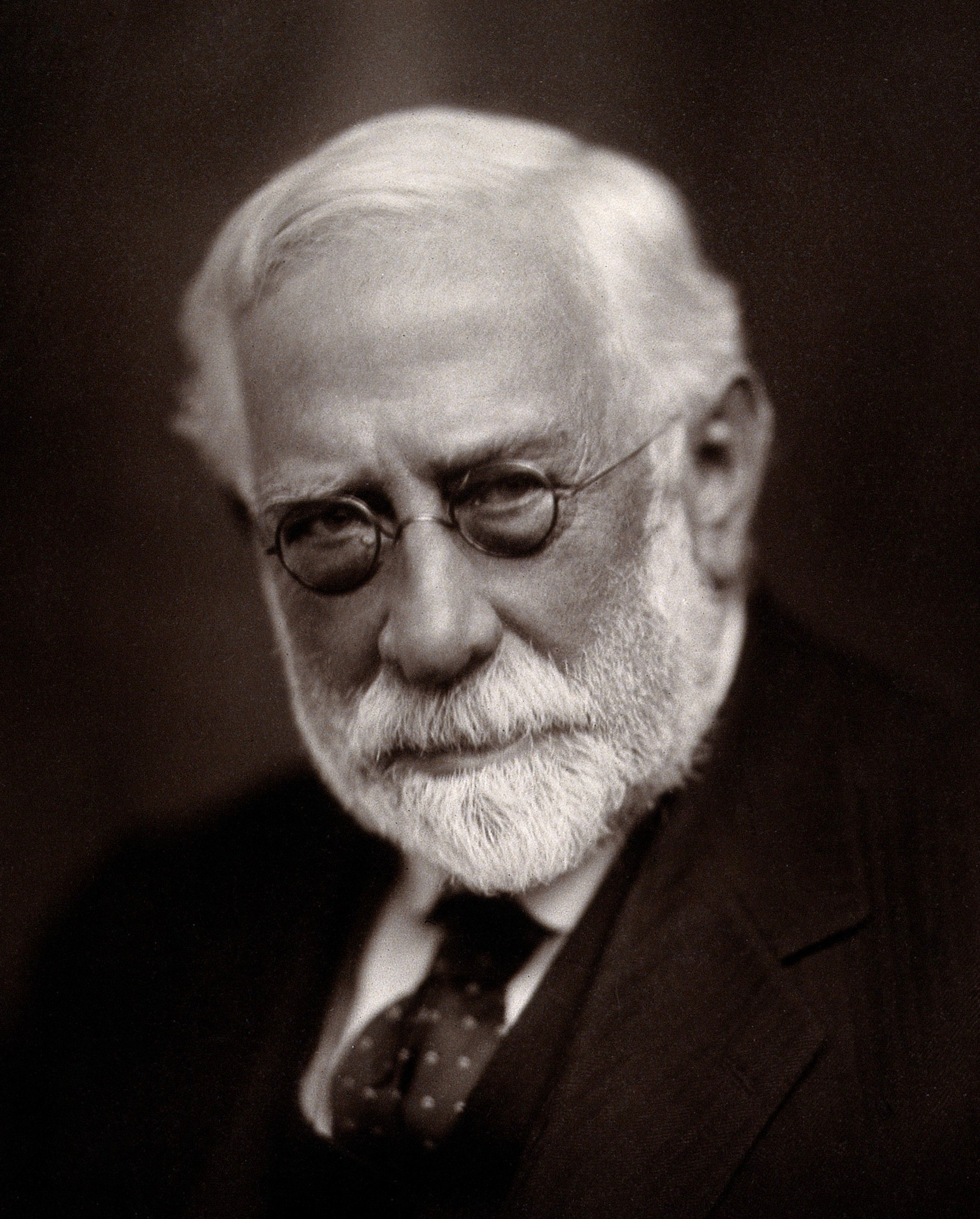
Sir Thomas Barlow

Barlow est le fils d'un fabricant de coton du Lancashire et maire de Bolton, James Barlow (1821–1887). La famille est bien connue en tant que philanthrope dans son village natal d'Edgworth, dans le Lancashire, où elle finance des œuvres caritatives liées à l'église méthodiste, notamment le Children's Home.
Il étudie en premier cycle à Manchester et à Londres. Il obtient au University College de Londres (UCL) un Bachelor of Medicine (BM) en 1873 et Docteur en médecine (MD) 1874. Il devient greffier au Great Ormond Street Hospital, puis médecin et en 1899 consultant. Il est professeur à l'UCL de 1895 à 1907, d'abord de pédiatrie puis de médecine clinique.
En 1883, il montre que le scorbut infantile est identique au scorbut adulte. La maladie de Barlow (scorbut infantile) porte son nom.
Il est médecin royal de la reine Victoria et l'assiste à sa mort, ainsi que pour Édouard VII et George V. Il est fait Chevalier Commandeur de l'Ordre royal de Victoria en mars 1901 et en février 1902, il est créé baronnet, de Wimpole Street à St Marylebone dans le comté de Londres. Il est président du Royal College of Physicians de 1910 à 1914 et prononce leur harveian oration en 1916 sur le thème de Harvey, The Man and the Physician. Il est élu membre honoraire étranger de l'Académie américaine des arts et des sciences en 1918 .
Barlow épouse Ada Helen Dalmahoy, fille de Patrick Dalmahoy, le 28 décembre 1880. Ils ont les enfants suivants :
- Alan Barlow, 2e baronnet (1881-1968), qui épouse Emma Nora Darwin, la petite-fille de Charles Darwin.
- Thomas Dalmahoy Barlow (1883-1964)
- Patrick Basil Barlow (23 octobre 1884 – 18 janvier 1917), tué pendant la Première Guerre mondiale[3]
- Helen Alice Dorothy Barlow (4 mai 1887 – 16 septembre 1975), décédée célibataire.
- Gertrude Mary Barlow (août 1888 – 22 juillet 1889), morte en bas âge

Barlow reçoit le doctorat honorifique en sciences (D.Sc.) de l'Université Victoria de Manchester en février 1902, dans le cadre des célébrations du 50e jubilé de la création de l'université. En 1904, il est nommé membre du personnel médical honoraire de l'Hôpital des officiers du roi Édouard VII.
Les papiers de Barlow sont conservés dans les archives de la Wellcome Library.
Il est décédé le 12 janvier 1945, au 10 Wimpole Street, Londres  à l'âge de 99 ans.